# Кампо-де-Пеньяфьель

Районы Вальядолида:
синий: Кампо-де-Пеньяфьель
белый: Тьерра-де-Медина
жёлтый: Монтес-Торосос
голубой:Кампиния-дель-Писуэрга :
красный: Парамос-дель-Эсгева
оранжевый:Тьерра-дель-Вино
зелёный: Тьерра-де-Пинарес
фиолетовый:Тьерра-де-Кампос

Кампо-де-Пеньяфьель (исп. Campo de Peñafiel)  — район (комарка) в Испании, входит в провинцию Вальядолид в составе автономного сообщества Кастилия и Леон.

## Муниципалитеты
1. Альдеаюсо
2. Мелида (Вальядолид)
3. Падилья-де-Дуэро
4. Баабон
5. Бокос-де-Дуэро
6. Кампасперо
7. Каналехас-де-Пеньяфьель
8. Кастрильо-де-Дуэро
9. Кохесес-дель-Монте
10. Корралес-де-Дуэро
11. Курьель-де-Дуэро
12. Фомпедраса
13. Лангайо
14. Мансанильо (Вальядолид)
15. Ольмос-де-Пеньяфьель
16. Пескера-де-Дуэро
17. Пиньель-де-Абахо
18. Пиньель-де-Арриба
19. Кинтанилья-де-Арриба
20. Рабано
21. Ротурас
22. Сан-Льоренте
23. Торре-де-Пеньяфьель
24. Мольпесерес
25. Вальбуэна-де-Дуэро
26. Сан-Бернардо (Вальядолид)
27. Вальдеаркос-де-ла-Вега